# مدرسة طب جامعة نيوكاسل

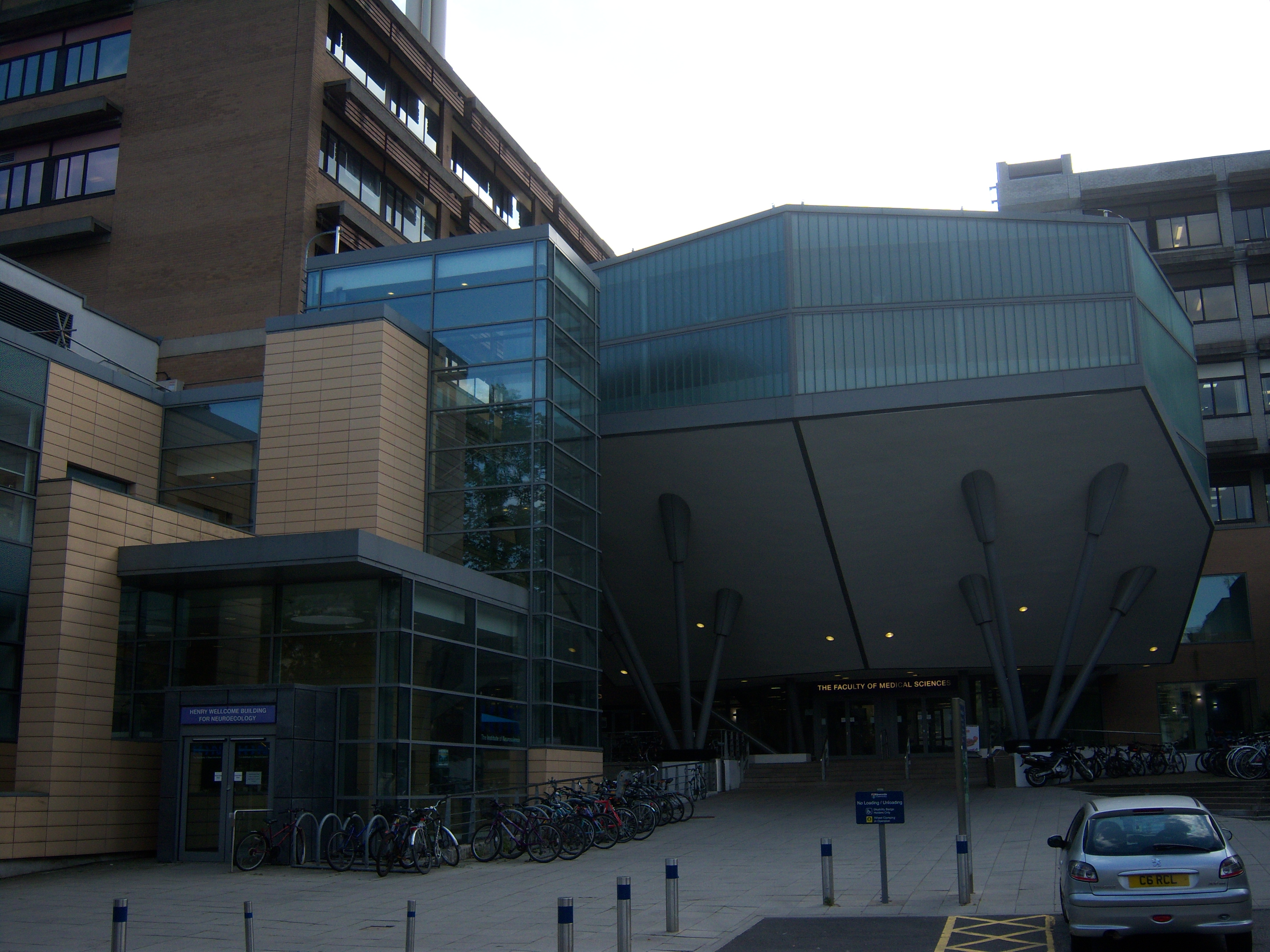
مدرسة طب جامعة نيوكاسل

مدرسة طب جامعة نيوكاسل (بالإنجليزية: Newcastle University Medical School)‏ هي إحدى المدارس لتعليم الطب في المملكة المتحدة. مركز هذه المدرسة الطبية هو جامعة نيوكاسل. تم تأسيس هذه المدرسة رسمياً في عام 1834.